# Jerica Bukovec
Jerica Bukovec, slovenska zborovska dirigentka, * 13. marec 1980

## Študij
Diplomirala je na ljubljanski Akademiji za glasbo. V okviru študijske izmenjave je v švedskem Malmöju eno leto študirala zborovsko dirigiranje v razredu Dan-Olofa Stenlunda. Študij je nadaljevala na Kraljevi akademiji za glasbo v Stockholmu, kjer je v razredu Andersa Ebyja zaključila magistrski študij zborovskega dirigiranja in pri istem profesorju nadaljevala še dodatno leto študija. V času študija na Švedskem je umetniško ustvarjala z zasedbo 16 poklicnih glasbenikov, snemala in pripravila koncert s Švedskim radijskim zborom, koncertirala z Berlinskim radijskim zborom in bila v zadnjih dveh letih dirigentka trem zborom v Stockholmu (KFUMs Kammarkör, Stockholms Kammarkör in moški zbor Stockholms Studentsångare). 
Prejela je različne štipendije in sicer štirikrat s strani Kungliga Musikaliska Akademien v Stockholmu, je tudi dobitnica štipendij Ministrstva za kulturo Republike Slovenije, Glasbene Matice Ljubljana, štipendije Eric Ericson in štipendije Dan-Olof Stenlund. 

## Delo
Po povratku v Slovenijo je bila umetniška vodja Komornega zbora Ave, sodelovala pa je tudi s Komornim zborom RTV Slovenija in Slovenskim otroškim pevskim zborom (SOZ).
Na tekmovanju za mlade zborovske dirigente Europa Cantat v Ljubljani je leta 2009 osvojila 3. mesto, na tekmovanju Eric Ericson v Stockholmu pa se je leta 2010 uvrstila med tri finaliste.
Od leta 2015 do 2021 je vodila APZ Tone Tomšič Univerze v Ljubljani. Leta 2017 je sodelovala tudi z zasedbo Md7 in Slovenskim komornim glasbenim gledališčem pri uprizoritvi operne črne komedije za tri igralce in tri privide in tolkala z naslovom Božji delec skladatelja Pavla Mihelčiča.
Od novembra 2018 je stalna gostujoča dirigentka Zbora Slovenske filharmonije.
Leta 2021 je prejela Zlato priznanje Zveze kulturnih društev in Zlati znak JSKD